# 1717
Cette page concerne l'année 1717  du calendrier grégorien. Pour l'année 1717 av. J.-C., voir 1717 av. J.-C.
L'année 1717 est une année commune qui commence un vendredi.

## Événements
- Janvier-février : les Britanniques obtiennent de l'empereur moghol  Farrukhsiyâr une dispense des droits de douane au Bengale[1].
- 27 février-6 mars : la Nouvelle-Angleterre est paralysée par le blizzard[2].
- 27 avril : le flibustier anglais Samuel Bellamy coule au large du Cap Cod (Massachusetts) à bord du Whydah Gally[3].
- 29 avril : création de la vice-royauté de Nouvelle-Grenade (1717-1723), puis capitainerie générale jusqu'en 1739)[4].
- 17 mai : la prédication du christianisme est interdite en Chine. Fin de la Mission jésuite en Chine[5].
- Juin-août : une expédition russe dirigée par Alexandre Bekovitch Tcherkaski avec quatre mille hommes d'infanterie et deux mille Cosaques, est repoussée par le khanat de Khiva. Bekovitch et ses hommes sont massacrés ou vendus comme esclaves[6].
- 2 décembre : les Dzoungars de Tsewang Rabdan, neveu de Galdan, s’emparent de Lhassa. Ils sont d’abord vus comme des libérateurs, avant qu’ils ne pillent et détruisent les monastères non gelugpa[7]. Lhazang Khan est tué. Le septième dalaï-lama est soustrait aux Dzoungars par son père et se réfugie au monastère de Kumbum, en Amdo au nord-est du Tibet où il se retrouve « protégé » par la dynastie des Qing[8].

- Le Parlement de Londres fait de la transportation vers le Nouveau Monde un châtiment légal. Des dizaines de milliers de détenus seront envoyés en Virginie, au Maryland et dans les autres colonies[9].
- Les derniers capucins sont chassés du Congo[10].

### Europe
- 4 janvier : alliance défensive de La Haye entre la France, la Grande-Bretagne et les Provinces-Unies négocié entre l'abbé Dubois et Stanhope contre l'Espagne[11]. Philippe d’Orléans achète « Le régent », un diamant d’un million de livres à Pitt, chef de l’opposition britannique. Le traité de La Haye est ratifié au parlement britannique.

- 1er février : ratification du traité de Varsovie du 3 novembre 1716, imposé par Pierre le Grand à la Diète polonaise, réduite au silence (« diète muette »)[12]. Début de la tutelle russe sur la Pologne. Le traité impose les projets de fusions de la Pologne et de la Saxe, tandis que la Russie se porte garante de la paix intérieure.
  - Auguste II de Pologne tente avec la Diète de limiter l’anarchie du gouvernement : les pouvoirs des diétines doivent être restreints, les confédérations interdites, l’armée (fixée à 24 000 hommes) et le trésor confiés au pouvoir central, les relations extérieures remises à la diplomatie de la Saxe, les biens de la Couronne administrés par un collège. Pour appuyer ses réformes, Auguste II de Pologne doit les placer sous la garantie du tsar. Elles reçoivent peu d’application et le liberum veto reste en vigueur à la Diète.
- 9 février[13] : arrestation à Arnheim en Hollande du conseiller de Charles XII de Suède, Görtz et du comte de Gyllenborg, ambassadeur de Suède en Angleterre, après la découverte d’un complot visant à envahir la Norvège et à rétablir la Maison Stuart au Royaume-Uni[14]. Charles XII, poussé par son conseiller, lève une nouvelle armée afin d'envahir la Norvège.

- 1er avril : organisation à Vienne du Conseil suprême des Pays-Bas autrichiens, qui durera jusqu'en 1757[15]. C’est le prince Eugène de Savoie qui est nommé gouverneur et capitaine général des Pays-Bas ; mais, retenu par les campagnes menées contre les Turcs, il laisse le pouvoir au ministre savoyard Hercule-Louis Turinetti, marquis de Prié.
- 7 mai-21 juin : visite du tsar Pierre Ier de Russie à Paris[16]. Un tableau le représente portant le petit Louis XV dans ses bras. Le 21 mai, le tsar est reçu au Palais du Luxembourg par la duchesse de Berry alors enceinte et qui s'est retirée au Château de la Muette (Paris) pour accoucher.
- 8 mai, Espagne : La Casa de Contratación est transférée de Séville à Cadix[17], car l'ensablement du fleuve empêche les navires de gros tonnage d’accéder à Séville, par ailleurs dépeuplée par la peste.

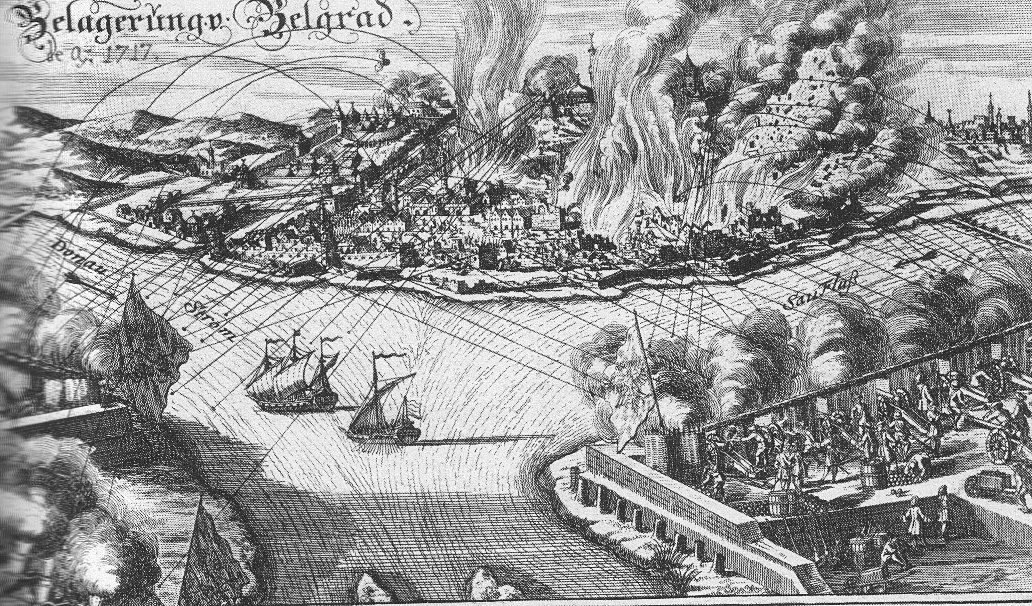
15 juin : le siège de Belgrade par Eugène de Savoie

- 15 juin : début du siège de Belgrade. Le prince Eugène, pris en tenaille entre la forteresse et l’armée ottomane de secours conduite par le vizir Halil Pacha, écrase cette dernière qui prend la fuite[18].

- 5 juillet (24 juin du calendrier julien) : création de la première obédience maçonnique, la Grande Loge de Londres et de Westminster par Jean Théophile Désaguliers et le pasteur anglican James Anderson, amis d'Isaac Newton, ainsi que d'autres francs-maçons, à partir de quatre loges maçonniques[19]. Anthony Sayer est élu premier grand-maître.
- 19 juillet : bataille navale indécise de Matapan entre les forces combinées de Venise, des États pontificaux de Malte et du Portugal contre les Ottomans, au cap Ténare (Golfe de Laconie)[20].
- 16 août : victoire du prince Eugène à la bataille de Belgrade[21].
- 18 août : Belgrade capitule et tombe aux mains des Impériaux[22].
- 22 août : l’Espagne attaque la Sardaigne sous prétexte que des Espagnols ont été arrêtés en Italie[11].

- 8 septembre : 
  - Fondation par le moine arménien Mékhithar d’un monastère dans l’île Saint-Lazare, à Venise. Il se consacre à l’édition de livres arméniens et à la traduction en arménien des grandes œuvres étrangères[23].
  - Couronnement de la statue de la Vierge noire de Częstochowa. Le culte de la vierge se développe en Pologne[24].
- 21 septembre : The Druid Universal Bond (fraternité universelle des druides) plus connu sous le nom de Druid Order (DO), est créé sous l'impulsion de John Toland (Néo-druidisme)[25].

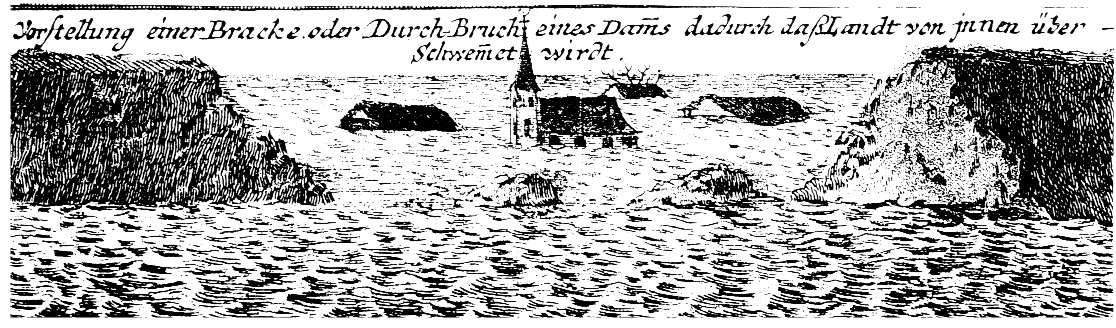
Inondation de Noël

- 11-15 décembre : réforme des départements ministériels en Russie : les anciens prikazes sont remplacés par 9 (puis 12) collèges, administrés par un conseil de 11 membres (Chancellerie secrète, affaires étrangères, trésor, justice, guerre, amirauté…) ; le nouveau système est mis en place le 1er janvier 1719[26]. Menchikov devient président du Collège de la Guerre. 
  - Pierre le Grand réorganise l’administration. Il impose une fiscalité très lourde et une politique tyrannique.
- 24 - 25 décembre : tempête catastrophique en mer du Nord, qui touche le Sud de la Norvège et de la Suède, le Danemark et le Nord de l’Allemagne, ainsi que les îles Britanniques. Inondation de Noël aux Pays-Bas[27].

- Centralisation gouvernementale en Savoie : les administrations communales sont restructurées et placées sous la tutelle des intendants généraux[28].
- Dernier bûcher pour sorcellerie en Slovénie[29].

## Naissances en 1717
- 18 janvier : Fedele Tirrito, religieux de l'ordre des frères mineurs capucins, écrivain et peintre italien († 9 août 1801).

- 14 février : Jan Palthe, peintre néerlandais († 24 juin 1769).
- 19 février : David Garrick, acteur et dramaturge britannique († 20 janvier 1779).

- 6 avril : Luis de Unzaga y Amézaga, officier de l'armée espagnole, gouverneur de Cuba, du Venezuela et de la Louisiane française († 21 juin 1793).

- 15 avril : Marguerite Lecomte, pastelliste française († 22 janvier 1800).

- 13 mai : Marie-Thérèse d'Autriche, archiduchesse d'Autriche, reine de Hongrie, de Bohème et de Croatie , etc. († 29 novembre 1780).

- 27 juin : Louis-Guillaume Le Monnier, botaniste français († 7 septembre 1799).

- 16 novembre : Jean le Rond d'Alembert, mathématicien, philosophe et encyclopédiste français († 29 octobre 1783).

- 1er décembre : Armand de Rohan-Soubise, cardinal français, évêque de Strasbourg († 28 juin 1756).
- 9 décembre : Johann Joachim Winckelmann, archéologue, antiquaire et historien de l’art allemand († 8 juin 1768).

- Date précise inconnue :
  - Giuseppe Bottani, peintre italien († 1784).
  - Alexander Cozens, peintre aquarelliste britannique († 23 avril 1786).

## Décès en 1717
- 13 janvier : Anna Maria Sibylla Merian, naturaliste et artiste (° 2 avril 1647).

- 18 février : Giovanni Maria Morandi, peintre baroque italien de l'école florentine (° 30 avril 1622).
- 23 février : Magnus Stenbock, maréchal suédois (° 12 mai 1665).

- 8 mars : Abraham Darby industriel britannique, inventeur du haut-fourneau au coke.

- 3 avril : Jacques Ozanam, mathématicien français (° 16 juillet 1640).
- 5 avril : Jean Jouvenet, peintre et décorateur français (° avril 1644).
- 8 avril : Antoine Benoist, peintre et médailleur français (° 24 février 1632).

- 16 mai : Bon Boullogne, peintre et graveur français (° 22 février 1649).
- 27 mai : Nicolas Colombel, peintre français (° 1644).

- 9 juin : Madame Guyon, mystique française (Montargis, (° 13 avril 1648).

- 17 septembre : Robert Cotton, homme politique anglais (° 2 mai 1644).

- 21 novembre : Jean-Baptiste Santerre, peintre français (° 23 mars 1658).
- ? novembre : Daniel Purcell, compositeur anglais  (° vers 1664).

- 25 décembre : Dirk Maas, peintre et graveur paysagiste néerlandais (° 12 septembre 1659).
- 29 décembre : Giovanni Clericato, théologien italien (° 8 septembre 1633).

- Date précise inconnue :
  - Giovanni Raffaello Badaracco, peintre baroque italien (° 1648).
  - Luigi Quaini, peintre baroque italien (° 1643).